# Vườn quốc gia Nevado Tres Cruces
Vườn quốc gia Nevado Tres Cruces (phát âm tiếng Tây Ban Nha: [neˈβaðo tɾes ˈkɾuses]) là một vườn quốc gia nằm ở đầu phía bắc của vùng sinh thái Thảo nguyên Nam Andes, thuộc vùng Atacama  của Chile. Được thành lập ngày 29 tháng 7 năm 1994, nó bảo vệ khu vực tự nhiên của hồ Santa Rosa, một phần của hồ muối Maricunga và hồ Negro Francisco. Vườn quốc gia được chia thành hai khu vực. Khu vực phía bắc bao gồm hồ Santa Rosa và khu vực bao quanh, bao gồm cả phần phía nam của hồ muối Maricunga, với diện tích tổng cộng 469,45 km²; còn khu vực phía nam là hồ Negro Francisco và khu vực bao quanh với diện tích tổng cộng 121,36 km². Vườn quốc gia được đặt theo tên của khối núi lửa Nevado Tres Cruces ba đỉnh chi phối cảnh quan khu vực.
.

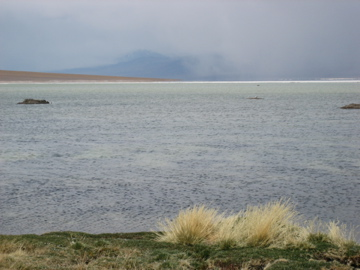
Hồ Santa Rosa

Hồ muối Maricunga là hồ muối trải dài 8.300 ha ở độ cao 3.700 mét (12.139 ft). Nó nằm gần Ojos del Salado (6.893 mét), là điểm cao nhất Chile và cũng là ngọn núi lửa cao nhất thế giới.
Hồ Santa Rosa nằm ở phía nam hồ muối Maricunga, được biết đến là nơi cư trú quanh năm của loài Hồng hạc Andes. Còn hồ Negro Francisco nằm cách 210 km về phía đông bắc của Copiapo, ở độ cao 4.126 mét (13.537 ft) với màu nước của hai phần tách biệt là khác nhau. Nó là một khu bảo tồn quốc gia với sự phong phú của hệ động vật bao gồm Hồng hạc và Lạc đà thảo nguyên nhỏ. Tại đây cũng có thể quan sát vẻ đẹp của núi lửa Copiapó. Các hồ Santa Rosa và Negro Francisco là một vùng đất ngập nước có tầm quan trọng quốc tế theo Công ước Ramsar.

## Hệ sinh thái
Trong vườn quốc ga này có không dưới 77 loài động vật được bảo tồn, thuộc 26 họ và 49 chi. Trong số này là 62 loài chim, 11 loài thú và 4 loài bò sát. Về thực vật, có khoảng 65 loài trong 23 họ và 42 chi.